# Pegagan (Losarang)
Pegagan is een bestuurslaag in het regentschap Indramayu van de provincie West-Java, Indonesië. Pegagan telt 3690 inwoners (volkstelling 2010).